# Alexander Adolf von Hirschfeld
Karl Alexander Adolf von Hirschfeld (* 17. September 1787 in Halberstadt; † 11. Mai 1858 in Gotha) war ein preußischer General der Kavallerie.

## Leben

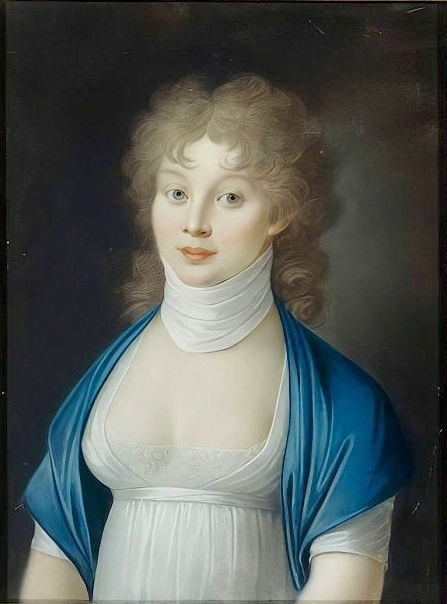
Königin Luise im Jahr 1799, als Hirschfeld für zwei Jahre ihr Leibpage wurde; Porträt von Nikolaus Lauer

Alexander Adolf von Hirschfeld war der zweitälteste Sohn des preußischen Generals Karl Friedrich von Hirschfeld aus dessen Ehe mit Karoline Friederike Philippine von Faggyas (1761–1795). Am 5. März 1799 wurde er für zwei Jahre Leibpage der Königin Luise. Ab 1801 besuchte er die Academie militaire in Berlin. Im März 1803 trat er als Junker in das I. Bataillon Garde in Potsdam ein, wo er im September 1804 zum Fähnrich und im Oktober 1805 zum Sekondeleutnant befördert wurde.

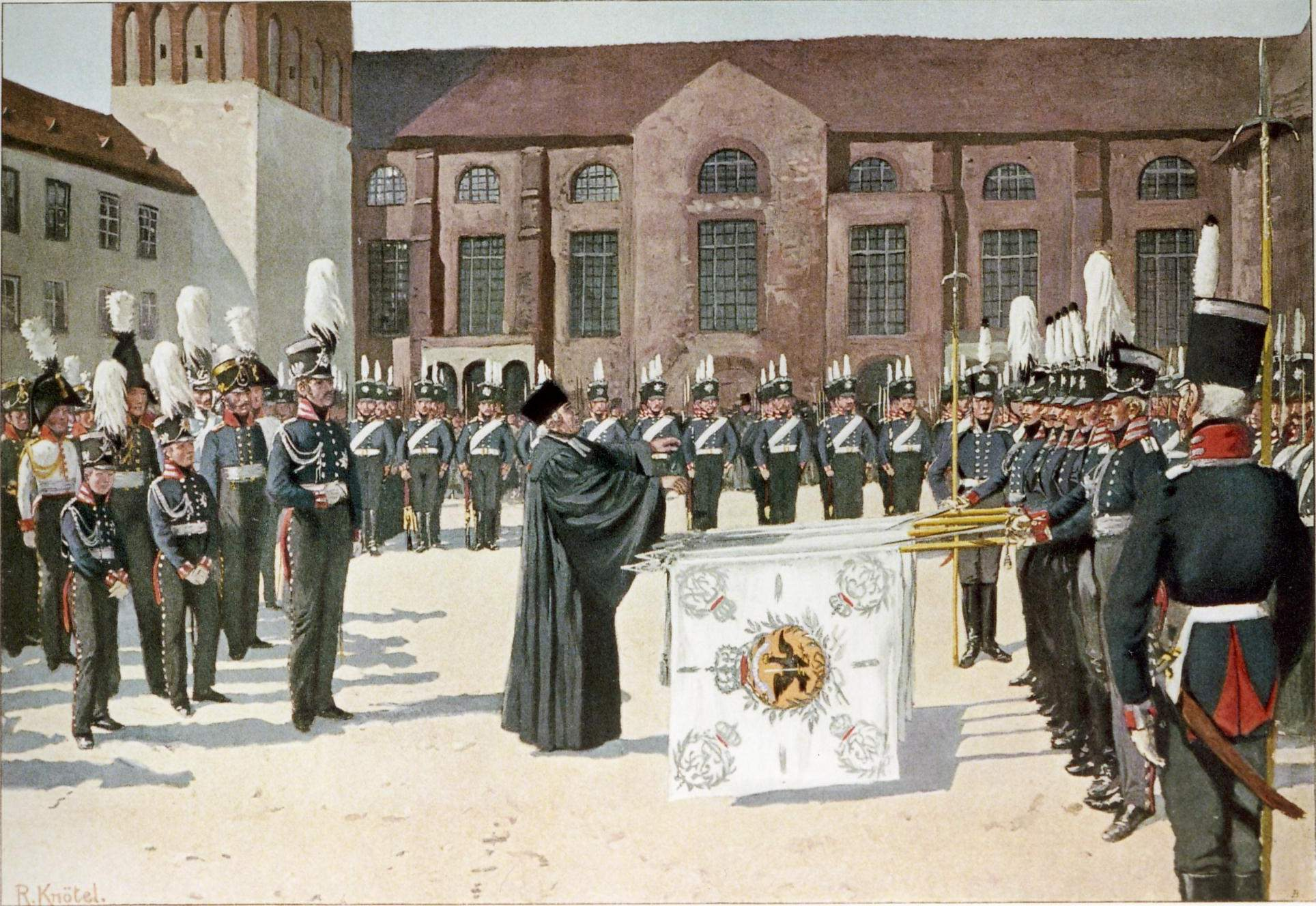
Fahnenweihe des Regiments Garde im Hof des Königsberger Schlosses im Februar 1808; Darstellung von Richard Knötel, um 1890

### Krieg von 1806/07
Im preußisch-französischen Krieg 1806/07 nahm Hirschfeld an der verlorenen Schlacht bei Auerstedt und dem Rückzug unter Friedrich Ludwig zu Hohenlohe-Ingelfingen teil, der am 28. Oktober mit der Kapitulation von Prenzlau endete. Er begab sich nach Pommern ins unbesetzte Kolberg, wohin auch sein älterer Bruder, der Husarenleutnant Eugen von Hirschfeld gelangt war. Beide schlossen sich dem Freikorps Schill an. Ihrem Vater brachte dies eine bis zum Friedensschluss im Juni 1807 andauernde Inhaftierung in der nun französischen Festung Magdeburg ein.
Im Dezember 1806 verließen die Brüder Kolberg, um in Stargard ein eigenes, berittenes Freikorps unter dem Kommando Eugens aufzustellen. Das aus 200 Ranzionierten bestehende Freikorps trug den „Kleinen Krieg“ von Pommern in die Neumark und weiter nach Schlesien. Im Januar 1807 überfiel es Binnenschiffstransporte der Franzosen, die in Oder, Warthe und Netze festgefroren waren. Der Zug veranlasste das französische Oberkommando zu Verschiebungen ganzer Regimenter zu Ungunsten des Hauptkriegsschauplatzes in Ostpreußen. Nachdem das Freikorps Ende Februar bei Christianstadt am Bober zersprengt worden war, konnte es Eugen von Hirschfeld im Mai in der belagerten Festung Glatz wiederherstellen. Im Juni 1807 eroberte das Freikorps unmittelbar vor dem Waffenstillstand Liegnitz und wurde umstellt. Es erhandelte für das Niederlegen seiner Waffen den freien Abmarsch zur Hauptarmee nach Ostpreußen. Nach dem Frieden von Tilsit erhielt Alexander Adolf von Hirschfeld den Orden Pour le Mérite.

### Befreiungskriege 1813/14

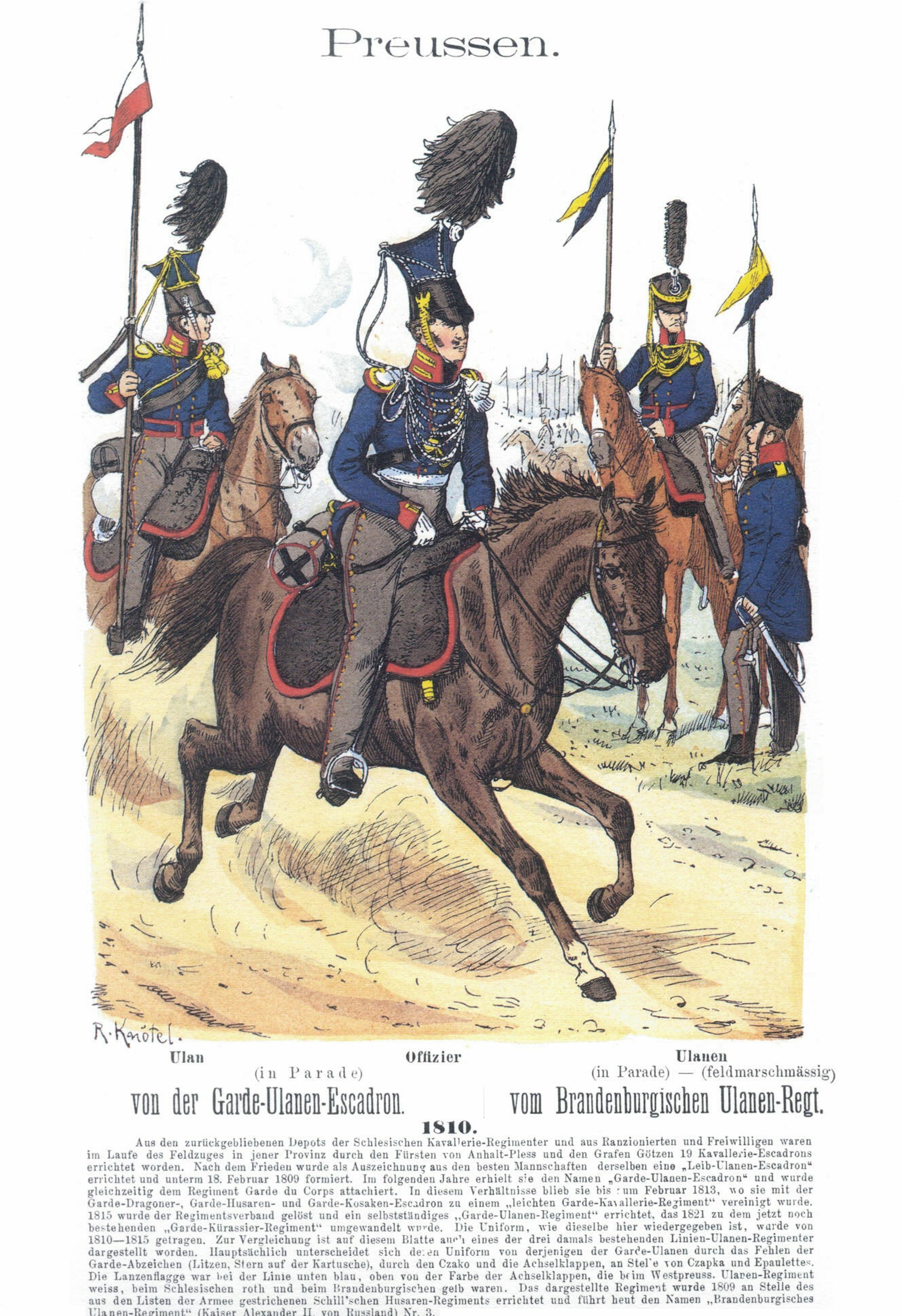
Preußische Garde- und Linien-Ulanen in den Befreiungskriegen. Aus der Uniformkunde von Richard Knötel, um 1890

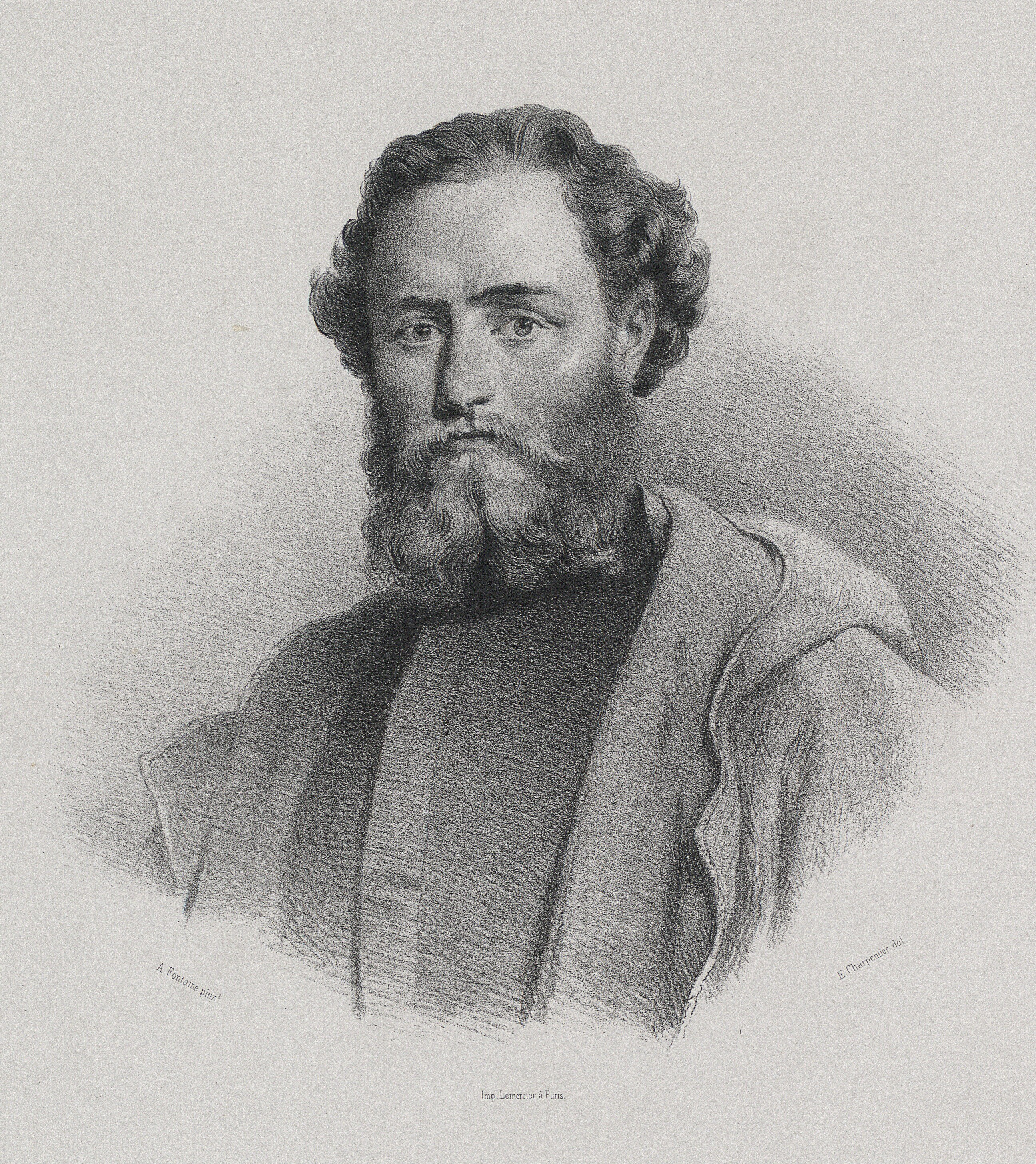
Ludwik Mierosławski war bei Wreschen der Gegner Hirschfelds

Am 21. Januar 1808 heiratete er in Wobesde bei Stolp Sophie Luise Goldbeck. Im November 1808 kam er zum neu aufgestellten Regiment Garde. Am Vorabend des erwarteten Befreiungskrieges Österreichs gegen Frankreich nahm Alexander Adolf von Hirschfeld am 23. März 1809 seinen Abschied aus der preußischen Armee. Ebenfalls hatte Eugen am 30. März 1809 den erbetenen Abschied erhalten. Ob Alexander Adolfs Schritt im Zusammenhang mit den Aufstandsplanungen seiner Brüder Eugen und Moritz von Hirschfeld stand, ist nicht überliefert. Alexander Adolf pachtete in der Nähe von Wobesde das Gut Dünnow und wurde Landwirt.
Im September 1812, als die preußische Armee gezwungenermaßen an Napoleons Russlandfeldzug teilnahm, trat er wieder in das Regiment Garde ein. Mit Beginn der Befreiungskriege kämpfte Hirschfeld ab Februar 1813 in der neu aufgestellten Garde-Kosaken-Eskadron, wo er im Mai zum Premierleutnant befördert wurde. Er verdiente sich im Gefecht bei Haynau das Eiserne Kreuz II. Klasse und kämpfte in den Schlachten Großgörschen, Bautzen, Kulm und Laon, wofür er im April 1814 die russischen Orden der Heiligen Anna und des Heiligen Wladimir erhielt. Im Februar 1815 war Hirschfeld Stabsrittmeister im Garde-Ulanenregiment und im Juni 1815 Rittmeister.

### Friedensjahre
In der folgenden Friedenszeit diente Hirschfeld ab Mai 1818 als Major im 3. Ulanenregiment und wurde 1831 Kommandeur des 1. Ulanenregiments in Berlin. Anlässlich der Revue von Kalisch erhielt er den Roten Adlerorden IV. Klasse und eine höhere Stufe des Annen-Ordens. In elf Jahren hatte Hirschfeld sein Reiterregiment zu einem der besten der preußischen Armee gemacht. Seit 1838 Oberst, kommandierte er ab 1841 die 4. Kavallerie-Brigade in Stargard, die zum II. Armeekorps, dem „pommerschen“ gehörte. Am 7. April 1842 ernannte ihn König Friedrich Wilhelm IV. zum Generalmajor. Seine Vorgesetzten beurteilten Hirschfeld als einen der „besten Kavalleriegenerale der Armee“ und empfahlen seine „vorzugsweise Beförderung“.

### Posen 1848
Im Mai 1848 führte Hirschfeld in der Provinz Posen während der Niederschlagung des Großpolnischen Aufstands einen gemischten Verband aus Teilen der 4. Division. Am 2. Mai 1848 zog eine ihm unterstehende Truppe unter Oberst Heinrich von Brandt nach Wreschen. Sie sollte dort tausende oft nur mit Kriegssensen bewaffnete Aufständische zur Entwaffnung und zum Auseinandergehen veranlassen. Diese unternahmen jedoch unter Führung Ludwik Mierosławskis einen Angriff, bei dem sie im preußischen Artillerie- und Schützenfeuer hohe Verluste erlitten. Die zahlenmäßig unterlegenen Preußen räumten nach dem Verlust von neun Toten und 34 Verwundeten dennoch das Feld. Hirschfeld musste auf die Ausführung seines Auftrags verzichten. Mieroslawski zog am Tag darauf ab. An die 300 toten Aufständischen erinnert das Monument von Sokołowo. Am 9. Mai besetzte Hirschfeld Bromberg und bereitete den Aufständischen in ihrem letzten Gefecht bei Exin am 13. Mai eine schwere Niederlage. Sein Vorgehen brachte ihm in der radikaldemokratischen Neuen Rheinischen Zeitung die Bezeichnung Schrapnell-General ein und Mieroslawski sah in ihm nun seinen „Todfeind“. Im Juni 1849 wollte er während des Aufstands in Baden im Gefecht bei Waghäusel an Alexander Adolf Hirschfeld Rache nehmen, hatte ihn aber mit seinem Bruder Moritz, dessen Truppen er in Wahrheit gegenüberstand, verwechselt. Die Verwechslung findet sich auch in der neueren Literatur.
Unmittelbar nach dem Ende des Aufstands übernahm Hirschfeld noch im Mai 1848 das Kommando der 7. Division in Magdeburg.

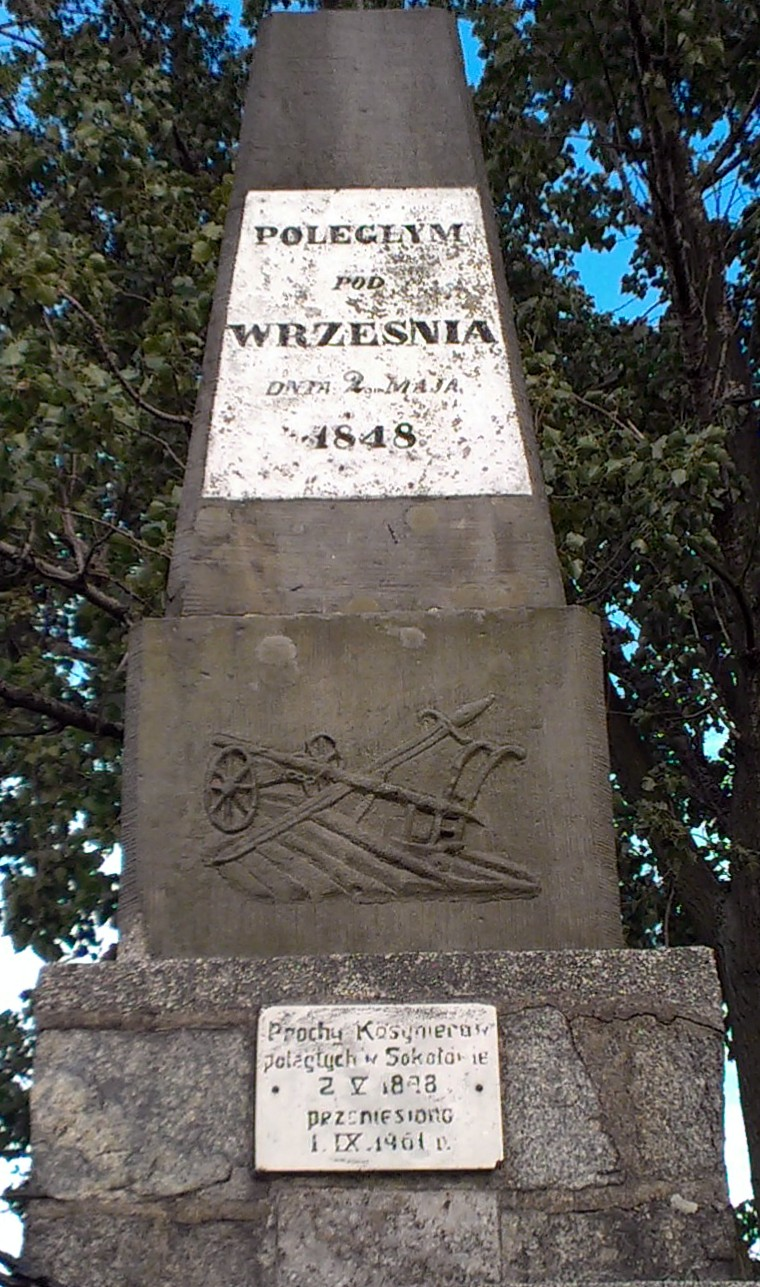
Das Monument von Sokołowo

### Schleswig-Holstein 1849
Im Krieg mit Dänemark erhielt Hirschfeld nach Ablauf des Waffenstillstands von Malmö ab April 1849 das Kommando der III. Division innerhalb des deutschen Bundesheeres, dessen Oberbefehlshaber der preußische Generalleutnant Karl von Prittwitz war. Hirschfeld wurde am 8. Mai 1849 zum Generalleutnant ernannt. Die Division war ganz aus preußischen Truppen zusammengesetzt. Ein besonderer Erfolg war das Auftreten ihrer posenschen Landwehrbataillone im Gefecht bei Gudsö, das am Folgetag die Eroberung Vejles zur Folge hatte. In den letzten Kriegswochen bis zum Waffenstillstand vom 10. Juni 1849 operierte Hirschfelds Division zusammen mit der bayrischen Brigade der I. Division in der Umgebung von Fredericia.
Am 28. Juli 1849 erhielt Hirschfeld die Schwerter zum Roten Adlerorden I. Klasse und übernahm wieder die Führung der 7. Division. Er hatte sie bis zum März 1854 inne, als er mit dem Charakter als General der Kavallerie aus dem Dienst schied. Vier Jahre später starb Hirschfeld in Gotha und wurde auf dem Gottesacker IV. begraben.

## Familie
Aus der am 21. Januar 1808 mit Sophie Luise von Goldbeck (* 27. Oktober 1789; † 13. Mai 1827) geschlossenen Ehe gingen zehn Kinder hervor. Von den Söhnen starb der erste (1810–1812) als Kleinkind, der zweite (1815–1897) als pensionierter Oberstleutnant, der dritte (1825–1870) starb an seinen bei Loigny erhaltenen Wunden als Major. Eine Tochter starb im Kindesalter, vier lebten im Stift Keppel, das unter dem Protektorat des preußischen Königshauses stand, eine im Stift Cappel. Nur die Tochter Marie (* 14. November 1818) ging eine Ehe ein. Sie heiratete 1839 den preußischen Ulanenleutnant Freiherr Hermann von Stosch. Alexander von Hirschfelds zweite Ehe, die er 1828 mit Sophie Wilhelmine Charlotte von Renouard (* 17. Dezember 1798; † 25. September 1828) eingegangen war, blieb kinderlos, wie auch die dritte, die er am 21. Oktober 1829 in Steinhöfel mit Amalie von Hagen (* 5. Mai 1794; † 7. August 1866) geschlossen hatte.